# Samsung SGH-E900
Samsung SGH-E900 – telefon komórkowy firmy Samsung wprowadzony na rynek polski w 2006 r.

## Dane techniczne
- Ekran
  - Przekątna: 2 cale
  - Wyświetlacz: 262 144 kolorów
  - Rodzaj: kolorowy TFT
  - Szerokość: 240 px
  - Wysokość: 320 px

- Aparat fotograficzny
  - Aparat cyfrowy: 2 Mpix (1600 × 1200)
  - Cyfrowy zoom: 4×
  - Lampa błyskowa (LED Flash)
  - Nagrywanie wideo CIF 352x288 (MPEG4, H.263, AAC) (nagrywanie dźwięku)
  - Tryb fotografowania: jedno zdjęcie, seria zdjęć, tryb macierzowy
  - Inne: ISO, balans bieli, samowyzwalacz, ramki

- Bateria
  - Pojemność baterii: 800 mAh
  - Rodzaj baterii: Li-Ion
  - Czas czuwania (MAX): 220 h (9 d 4 h)
  - Czas rozm. (MAX): 210 min

- Pamięć
  - Pamięć 200 SMS
  - Pojemność książki telefonicznej: 1000 numerów
  - Pamięć wewnętrzna: 80 MB
  - Pamięć zewnętrzna: microSD (TransFlash)

- Budowa
  - Typ: Rozsuwany (Slider)
  - Dotykowe klawisze
  - Masa: 93 g
  - Długość: 93 mm
  - Grubość: 16,5 mm
  - Szerokość: 45 mm

- Multimedia
  - Dzwonki: 64-tonowe dzwonki polifoniczne, MP3
  - Odtwarzacz: ACC, ACC+, MP3, WMA, e-ACC+
  - Odtwarzacz wideo: MP4 (H.263, AAC), 3gp
  - Dyktafon
  - Edytor obrazów
  - Przeglądarka xHTML
  - Przeglądarka dokumentów (Pixel File Viewer)
    - MS Office: Word (*.doc), Excel (*.xls), PowerPoint (*.ppt)
    - Adobe PDF (*.pdf)
    - Tekstowych (*.txt)
    - Graficznych JPEG (*.jpeg), PNG (*.png), GIF (*.gif), BMP (*.bmp)

- Java
  - MIDP 2.0
  - CLDC 1.1
  - Preinstalowane gry Java
  - Pamięć przeznaczona na aplikacje Java 4096 KB

- Wiadomości
  - SMS (T9)
  - MMS
  - E-mail (POP3/SMTP/IMAP4/APOP/SSL/GSM)

- Komunikacja
  - Sieci: Trzyzakresowe (900/1800/1900 MHz)
  - GPRS Klasa 10
  - EDGE
  - WAP 2.0
  - USB 1.1
  - Bluetooth 1.2 (A2DP)
  - TV-out

- Inne
  - Alarm wibracyjny
  - Transmisja danych i faksów: WAP
  - Kalendarz
  - Terminarz
  - Zegar
  - Czas na świecie
  - Budzik
  - Przelicznik
  - Kalkulator
  - Notatki
  - Czasomierz
  - Stoper
  - SIMteligent
  - Tryb Offline
  - PictBridge